# Arc capaç

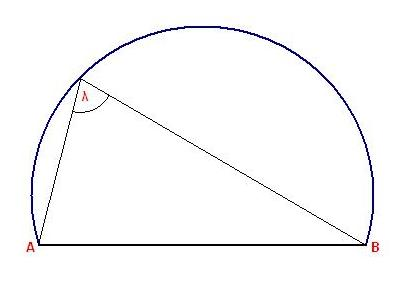
Arc capaç de l'angle λ.

L'arc capaç d'un segment lineal AB i un angle λ és el lloc geomètric de tots els punts d'un semiplà des dels quals es veu aquest segment sota un mateix angle λ. És sempre un arc de circumferència i la resta de la circumferència, que és a l'altre semiplà, és l'arc capaç de l'angle suplementari a λ.

## Demostració
La demostració es fa tenint en compte dos casos. Primer els punts de l'arc que es troben a la zona de l'arc que queda limitada per la prolongació de les linines que passen pels extrems del segment i el centre. Després els altres punts de l'arc.

### Cas dels punts de l'arc que es troben entre les prolongacions dels radis que passen per A i B

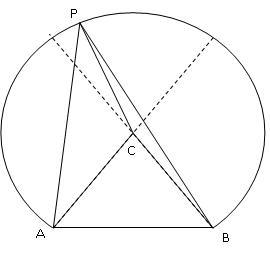
Cas dels punts de l'arc que es troben entre les prolongacions dels radis que passen per A i B.

Si C és el centre de l'arc de circumferència que passa per A i B, llavors els triangles PCB i PCA són isòsceles doncs els costats PC, CA i CB són tots tres iguals al radi de la circumferència.
Per tant, l'angle PCB és igual a 180 – 2*CPB i l'angle PCA és igual a 180 – 2*CPA.
Però com que PCB + PCA + ACB ha de ser 360. Resulta que:
360= (180-2*CPB)+(180-2*CPA)+ACB
CPB + CPA = 1/2*ACB
Però CPB + CPA és l'angle amb què el punt P veu el segment AB, i ACB és l'angle amb què el veu el centre de la circumferència, per tant com que aquest raonament es pot fer per a qualsevol punt de l'arc que quedi entremig de les línies de punts tots aquests punts veuen el segment amb un angle que és la meitat de l'angle amb què el veu el centre.

### Cas dels punts de l'arc que es troben fora de les prolongacions dels radis que passen per A i B

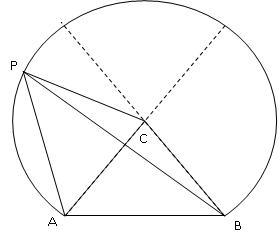
Cas dels punts de l'arc que es troben fora de les prolongacions dels radis que passen per A i B.

En aquest cas l'angle en què el punt P veu el segment AB (angle APB) es pot expressar com: APB = APC – BPC
Els triangles PCA i PCB són isòsceles perquè els costats PC, AC i CB són iguals al radi de l'arc traçat amb centre a C.
Per tant, l'angle APC = ½(180-PCA) i BPC = ½(180-(PCA+ACB)
Substituint resulta que:
APB = ½(180-PCA) – ½(180-(PCA+ACB)) = 1/2ACB
Altre cop l'angle amb què el punt P veu el segment AB és la meitat de l'angle amb què el veu el punt C.
Per tant, tots els punts de l'arc que va de A a B amb centre a C veuen al segment AB amb el mateix angle i aquest angle és igual a la meitat de l'angle amb què el veu el mateix punt C.

## Construcció

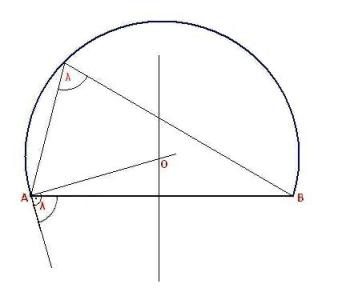
Construcció de l'arc capaç respecte del segment AB, d'angle λ.

Aquest és el mètode per a construir l'arc capaç. Dibuixar l'arc capaç que veu el segment AB amb un angle a cal trobar el punt C de la mediatriu del segment AB que el veu amb un angle 2α. Després prenent com a centre el punt C es dibuixa l'arc que va de A a B.
Per construir l'arc capaç, d'angle λ, del segment AB és possible seguir diversos mètodes:
Primer mètode
- Es parteix del triangle APB que conté el costat AB i l'angle λ.
- Es tracen dues mediatrius del triangle definit pels extrems del segment AB i el vèrtex de l'angle λ.
- Aquestes mediatrius es tallen en el punt O, que és el centre de l'arc capaç buscat.
- N'hi haurà prou amb dibuixar amb el compàs un arc de centre O i radi OA.

El punt O és el circumcentre: el centre de la circumferència circumscrita, que equidista del vèrtex, i dels punts A i B.
Segon mètode

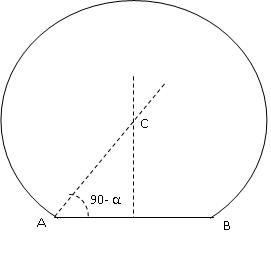
Traçat de l'arc capaç de l'angle α.

Per trobar el punt C només cal tenir en compte que el triangle ACB també és isòsceles per tant l'angle BAC ha de ser ½ (180-2 α) = 90 - α. Es traça la mediatriu del segment AB i una recta que passa pel punt A i que forma un angle de 90 - α respecte del segment AB, el punt on aquesta recta talla la mediatriu és el centre de l'arc capaç de l'angle α.
Tercer mètode
- Es parteix únicament del segment AB.
- Es traça la mediatriu  m  d'aquest segment;
- A continuació es traça la recta  r  que formi un angle λ amb el segment AB, amb vèrtex en A;
- Des de A, es dibuixarà una segona recta  es  perpendicular a la recta  r .
- El punt de tall  O  entre la recta  es  i la mediatriu  m  és el centre de l'arc capaç buscat.
- N'hi haurà prou amb dibuixar amb el compàs un arc de centre O i radi OA.

Per semblança de triangles, es dedueix que:
- L'angle format per la recta  es  i la mediatriu  m  mesura igual que l'angle λ;
- Per tant, l'angle amb centre en  O , conformat per la recta  es  i la recta simètrica a  s , respecte de la mediatriu  m , mesurarà el doble que l'angle λ, és a dir,  AOB  mesurarà 2λ.

Per a trobar el punt C només cal tenir en compte que el triangle ACB també és isòsceles per tant l'angle BAC ha de ser ½(180-2 α) = 90- α. Es traça la mediatriu del segment AB i una recta que passa pel punt A i que forma un angle de 90- α respecte del segment AB, el punt on aquesta recta talla la mediatriu és el centre de l'arc capaç d'agle α.